# Cécile Odartchenko
 (mai 2017).
Cécile Odartchenko, née à Courbevoie le 4 octobre 1935, est une écrivaine et éditrice française.

## Parcours
Cécile Odartchenko est fille du poète russe Georges Odartchenko et d'Élisabeth Fleury.
Elle épouse Albert Loeb, marchand de tableaux et fils de Pierre Loeb, en 1955 et a trois enfants de cette union, (dont l’actrice, animatrice de radio, chanteuse, metteuse en scène et parolière Caroline Loeb, Fréderic Loeb (galeriste et éditeur) et Martin Loeb (acteur et peintre), avant de divorcer en 1976. Elle vit à New York pendant sept ans, et revient à Paris en 1966.
Elle écrit des livres pour enfants (La Farandole, Nathan). Trilingue, elle fait des traductions, pour Nathan et pour Stock.
Amie de Pierre Schaeffer, elle travaille au Service de la Recherche puis se marginalise, fait des chantiers de charpenterie et de menuiserie avec Philippe Anthonioz, retourne aux États-Unis en 1980 à cause d'une passion amoureuse, et publie son premier roman. Ses séjours à New York, puis à Los Angeles, se succèdent jusqu'en 1991, date à laquelle elle rentre définitivement en France. 
Son deuxième roman paraît, et elle s'adonne aux ateliers d'écriture, vit à Paris et en Picardie où elle possède une résidence secondaire qui devient sa résidence principale en 1998.
Elle fonde en 2005 une maison d'édition de poésie (Éditions des Vanneaux) tout en continuant à écrire.
Elle a notamment publié Pierre  Garnier, Ivar Ch'Vavar, Jean-Louis Rambour, Jean-Paul Klée, Werner Lambersy, Louis-François Delisse, Pierre Dhainaut, Marc Alyn, Angèle Paoli, Lambert Schlechter, Pierre Peuchmaurd, Jean-Luc Pouliquen, Jacques Abeille, Matthieu Gosztola, Ariane Dreyfus, Max Alhau, Philippe Blondeau, André Bay, Michel Butor, etc.

## Œuvres

### Livres pour enfants
- Julot la fourmi dompteur d'ours, Éditions La Farandole
- Sous le plancher, Éditions La Farandole
- Le chapeau de madame Pilou, Nathan
- Nombreuses traductions de classiques de la littérature enfantine chez Nathan et Gallimard

### Romans
- Perce-nuits (sous le pseudonyme de Cécile Georges), Éditions Acropole, 1983
- Le bilboquet, Canevas Éditeur, 1994
- La chair salée, Éditions du Petit Véhicule, 2007
- Chardonneret, Abel Bécanes, 2007
- Hiroshima de fleurs, Éditions des Vanneaux, 2007
- Gelsomina, Propos 2 éditions, 2012

### Ouvrage collectif
- Picardie autoportraits, 2005

### Essais
- Lecture de Claudel, G&g
- MYOSOTIS ou Le Nuancier de Gérard de Nerval, Éditions du Petit Véhicule, 2006
- Rabutinages, Éditions des Vanneaux, 2010
- Exercices de botanique, Éditions des Vanneaux, 2006
- L'idée d'une femme avec Yann de Fareins, éditions de l'Imagynaire, 2006

### Préfaces
- Je sais un artichaut plus beau qu'un porte-bouteille de René Moreu, Éditions des Vanneaux, 2007
- Pierre Garnier, Collection Présence de la poésie, Éditions des Vanneaux, 2007

### En revues
- Une lettre en hiver, revue Écrits du nord, no 1 (octobre 1995), Éditions Henry
- Entretien avec Jean-Michel Bongiraud, Pages Insulaires, no 4, décembre 2008
- Ménines, Cahiers de l'umbo
- Plusieurs textes dans la revue Décharge, no 130
- Étude sur Pierre Garnier et René Guy Cadou, Revue 303, numéro 108, novembre 2009
- Ménines, revue Rétroviseur
- Les moments littéraires, no 26
- Première ligne, no 1, 2 et 3, Éditions des Vanneaux

### Parutions récentes
- Journal 1999-2003, Propos2 Éditions, 2020
- Une femme heureuse, 1er tome d'autobiographie, Propos2 Éditions, 2020
- Confins, journal du confinement, Propos2 Éditions, 2020
- La vieille maison (choix de textes), revue Écrits du nord, no 37-38 (octobre 2020), Éditions Henry

### A paraître prochainement
- Une femme heureuse, tome 2, Propos2 Éditions, décembre 2020
- Une femme heureuse, tome 3, Propos2 Éditions, mars 2021
- Une femme heureuse, tome 4, Propos2 Éditions, octobre 2021
- Tchevengour de Platonov (traduction), réédition aux éditions Ginkgo
- le bilboquet, réédition aux éditions Ginkgo